# París-Roubaix 2011

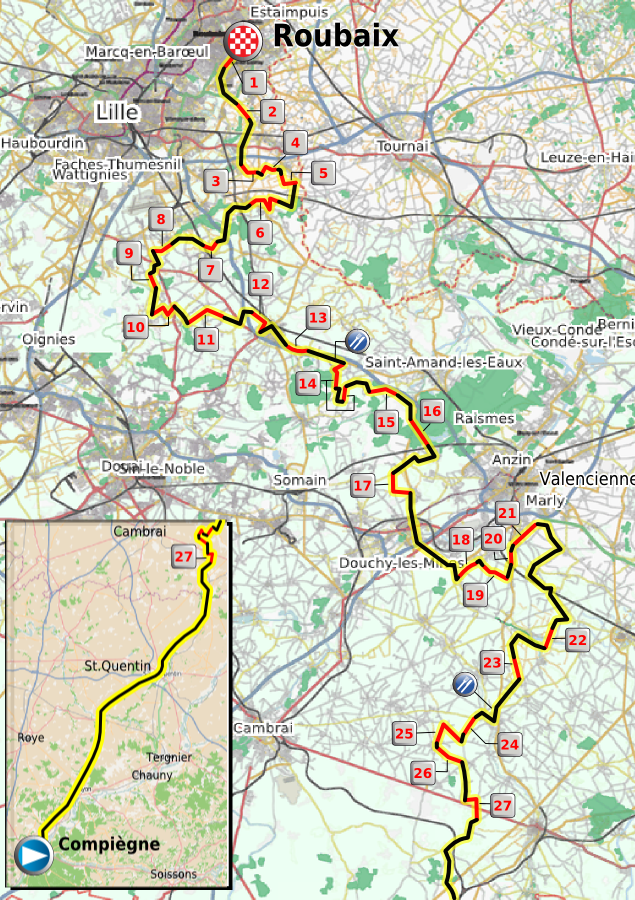
Recorrido de la París-Roubaix 2011.

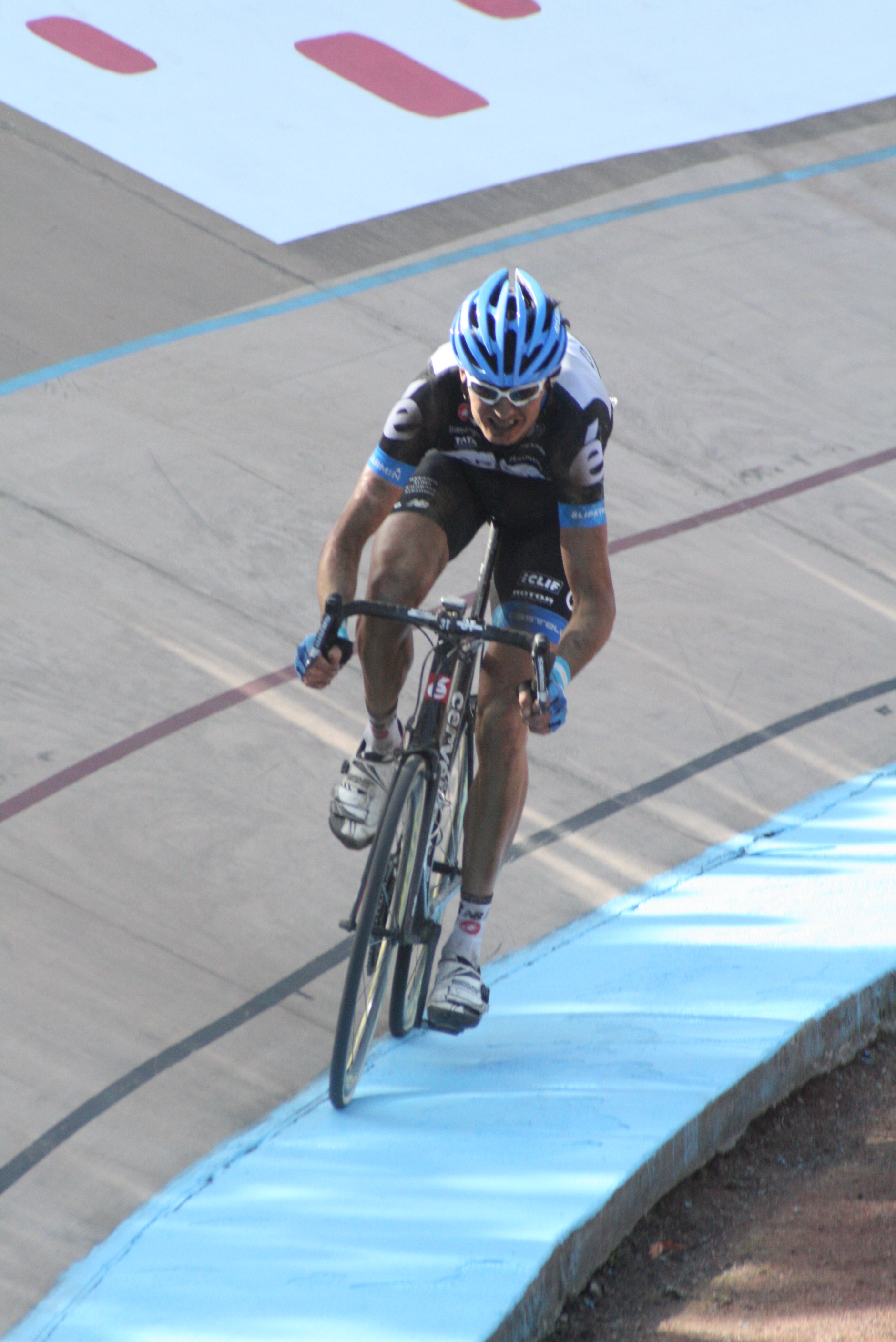
Johan Vansummeren, el ganador, en el velódromo de Roubaix.

La París-Roubaix 2011 fue la 109.ª edición de esta clásica ciclista. Se disputó el domingo 10 de abril de 2010, entre Compiègne y el velódromo André Pétrieux de Roubaix, sobre 258 km en los que pasarán 27 sectores (repartidos en un total de 51,5 km) de pavé.
La prueba perteneció al UCI WorldTour 2011.
Participaron en la carrera 25 equipos; los 18 de categoría UCI ProTour (al ser obligada su participación); más 7 de categoría Profesional Continental (el Bretagne-Schuller, Cofidis, le Crédit en Ligne, FDJ, Saur-Sojasun, Skil-Shimano, Team Europcar y Team NetApp). Formando así un pelotón de 197 ciclistas (cerca del límite de 200 establecido para carreras profesionales), con 8 corredores cada equipo (excepto el Liquigas-Cannondale, Lampre-ISD y Pro Team Astana que salieron con 7), de los que acabaron 108.
El ganador final fue Johan Vansummeren que dio la sorpresa aprovechándose de la vigilancia hacia el gran favorito, Fabian Cancellara (finalmente segundo). Tercero fue Maarten Tjallingii que formaba parte de un grupo perseguidor en el que iba Johan y fue cazado por Cancellara en los últimos kilómetros.

## Clasificación final
| \| Posición \| Ciclista \| Equipo \| Tiempo \| \| -------- \| ------------------- \| -------------- \| ---------- \| \| 1. \| Johan Vansummeren \| Garmin-Cervélo \| 6h 07' 28" \| \| 2. \| Fabian Cancellara \| Leopard-Trek \| + 19" \| \| 3. \| Maarten Tjallingii \| Rabobank \| m.t. \| \| 4. \| Grégory Rast \| RadioShack \| m.t. \| \| 5. \| Lars Ytting Bak \| HTC-Highroad \| + 21" \| \| 6. \| Alessandro Ballan \| BMC Racing \| + 36" \| \| 7. \| Bernhard Eisel \| HTC-Highroad \| + 47" \| \| 8. \| Thor Hushovd \| Garmin-Cervélo \| m.t. \| \| 9. \| Juan Antonio Flecha \| Sky \| m.t. \| \| 10. \| Mathew Hayman \| Sky \| m.t. \| |                     |                |            |
| Posición | Ciclista            | Equipo         | Tiempo     |
| 1. | Johan Vansummeren   | Garmin-Cervélo | 6h 07' 28" |
| 2. | Fabian Cancellara   | Leopard-Trek   | + 19"      |
| 3. | Maarten Tjallingii  | Rabobank       | m.t.       |
| 4. | Grégory Rast        | RadioShack     | m.t.       |
| 5. | Lars Ytting Bak     | HTC-Highroad   | + 21"      |
| 6. | Alessandro Ballan   | BMC Racing     | + 36"      |
| 7. | Bernhard Eisel      | HTC-Highroad   | + 47"      |
| 8. | Thor Hushovd        | Garmin-Cervélo | m.t.       |
| 9. | Juan Antonio Flecha | Sky            | m.t.       |
| 10. | Mathew Hayman       | Sky            | m.t.       |